# Graue Wölfe

Die Wolfskopf-Flagge wird von den Grauen Wölfen und anderen panturkistischen Gruppen verwendet.

Graue Wölfe (türkisch Bozkurtlar oder Bozkurtçular) ist die Bezeichnung für türkische Rechtsextremisten wie Mitglieder der Partei der Nationalistischen Bewegung (MHP) oder der Partei der Großen Einheit (BBP). Sie haben in der Vergangenheit und besonders in den 1970er Jahren zahlreiche Gewalttaten und Morde begangen. Sie bezeichnen sich selbst als „Idealisten“ (Ülkücüler).
In Deutschland sollen im Jahr 2025 etwa 12.900 Mitglieder in verschiedenen Verbänden organisiert sein. Sie gelten damit als eine der größten rechtsextremen Organisationen in Deutschland.
Nach der Präsidenten- und Parlamentswahl in der Türkei 2018 bestand der Eindruck, dass die Türkei versuche, die Extremistengruppe Graue Wölfe in Deutschland hoffähig zu machen. Cemal Çetin, Vorsitzender des Dachverbandes der Grauen Wölfe in Europa und frisch gewählter Abgeordneter der MHP, gehörte z. B. der türkischen Delegation beim NATO-Gipfel im Juli 2018 an.

## Herleitung
Der Wolf ist an die Wölfin (alttürkisch Kök Böri, „Blauer oder himmlischer Wolf“) aus einer national gefärbten türkischen Mythologie angelehnt, die entsprechend der Ergenekon-Legende die Vorfahren der Türken aus dem sagenhaften Ergenekon-Tal herausgeführt hätte. In der Geschichte der türkischen Völker spielt der Wolf eine bedeutende Rolle. So wurde die Wölfin Asena zum Teil der historischen Abstammungslegende der Türken gemacht, die auf einen von chinesischen Autoren des Frühmittelalters überlieferten Ursprungsmythos der Tujüe zurückgeht.

## Ideologie

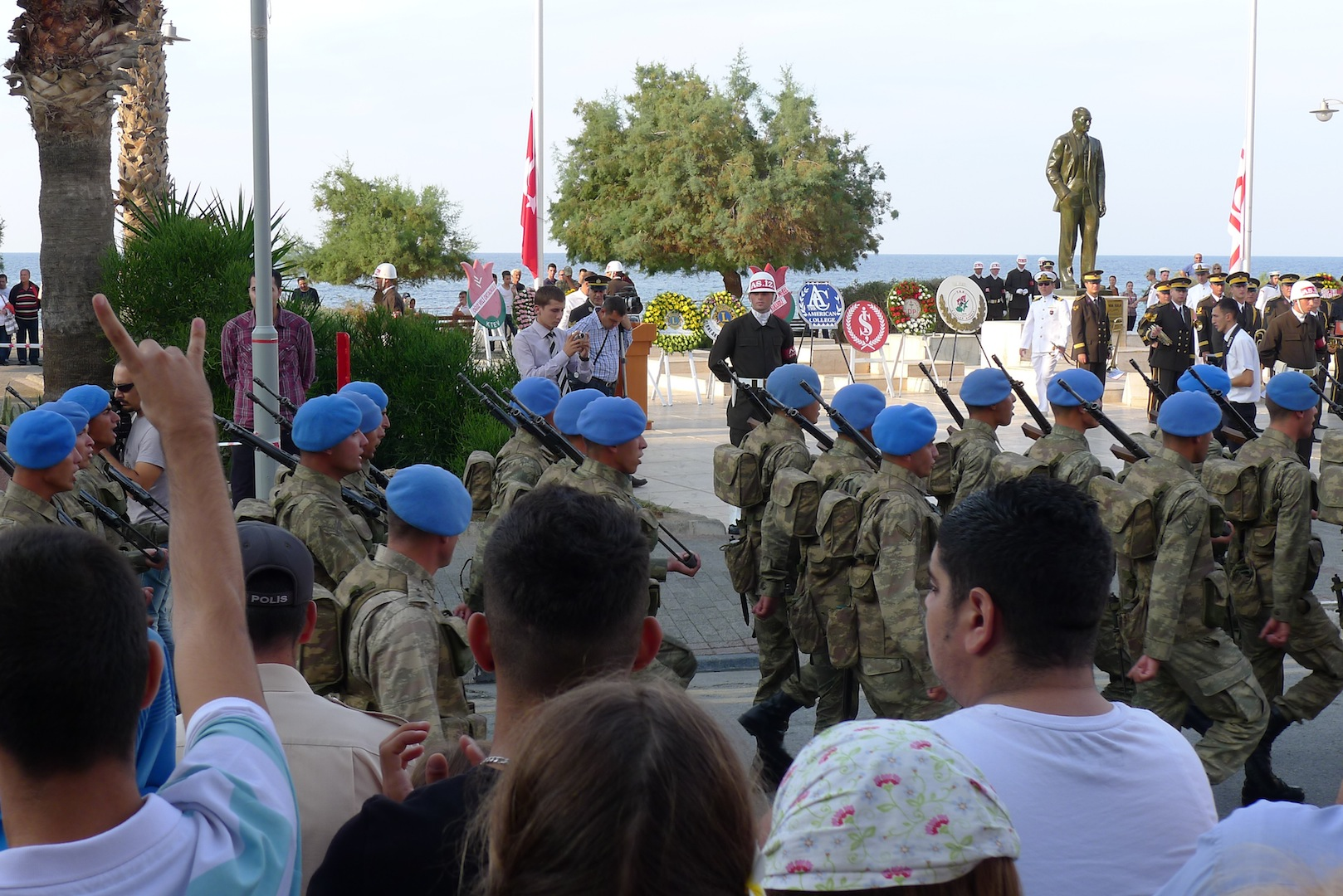
Ein Zuschauer zeigt den „Wolfsgruß“, hier zur Parade am türkischen Nationalfeiertag in Kyrenia (Girne), Nordzypern.

Die Ideologie ist der türkische Rechtsextremismus bzw. ein türkischer Nationalismus, Antisemitismus und Rassismus. Als Feindbilder sehen die Grauen Wölfe die kurdische Arbeiterpartei PKK, welche auf einschlägigen Webseiten als „Babymörder“ bezeichnet wird, und jegliche Kurden, welche eine „Gefahr“ für die Türkei darstellen. Ebenfalls als Feindbilder gelten des Weiteren Juden, Christen, Armenier, Griechen, Kommunisten, Freimaurer, Israel bzw. „Zionisten“, die EU, der Vatikan und die Vereinigten Staaten.
Necdet Sevinç, ein Vordenker der MHP, charakterisierte in „Notizen an einen Idealisten“ (Ülkücüye Notlar) den Ülkücü folgendermaßen:

„Ein Idealist ist in der Regel kein Mann des Denkens, sondern immer ein Mann der Tat […] Alle Denkweisen, Handlungen und Meinungen, die von Handlungs- und Denkweise der Idealisten abweichen, sind ungültig.“

Ziel der Grauen Wölfe ist eine sich vom Balkan über Zentralasien bis ins chinesische Autonome Gebiet Xinjiang erstreckende Nation, die alle Turkvölker vereint, diese Ideologie wird auch als Panturkismus bezeichnet. Zentrum der von ihr beanspruchten Gemeinschaft aller Turkvölker ist eine starke, unabhängige und selbstbewusste Türkei.

„In diesem Streben nach „Turan“, der zentralasiatischen Urheimat der Türken, konkretisieren sich die pantürkischen Ziele der „Idealisten“, die sämtliche türkischstämmigen Völker Asiens in einem großtürkischen Reich vereinigt sehen möchten.“

## Symbolik

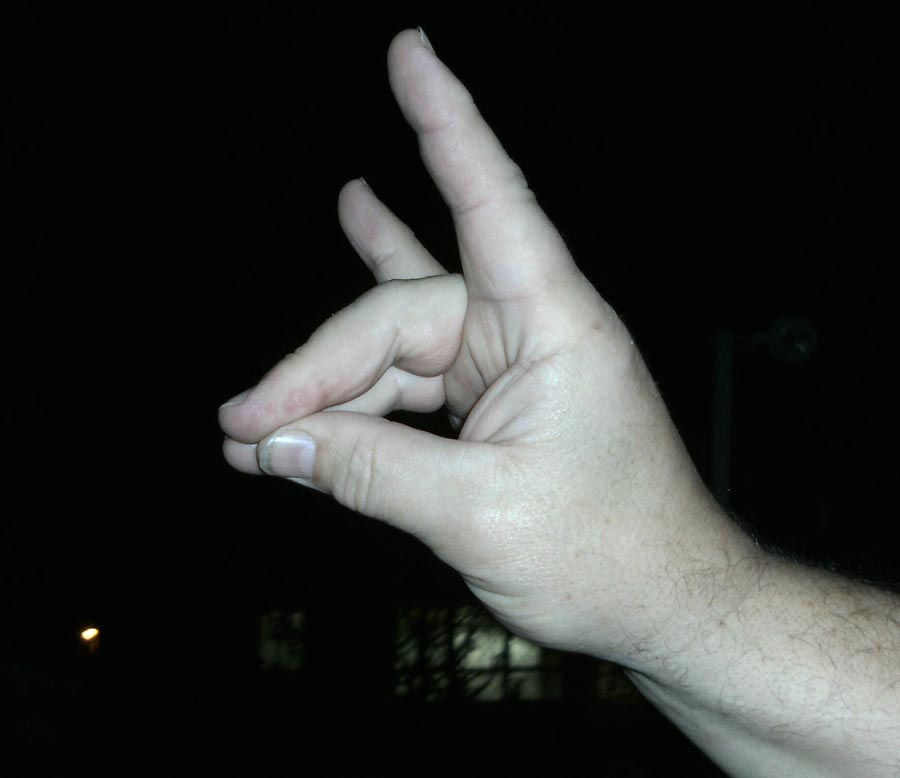
Der „Wolfsgruß“ der Grauen Wölfe

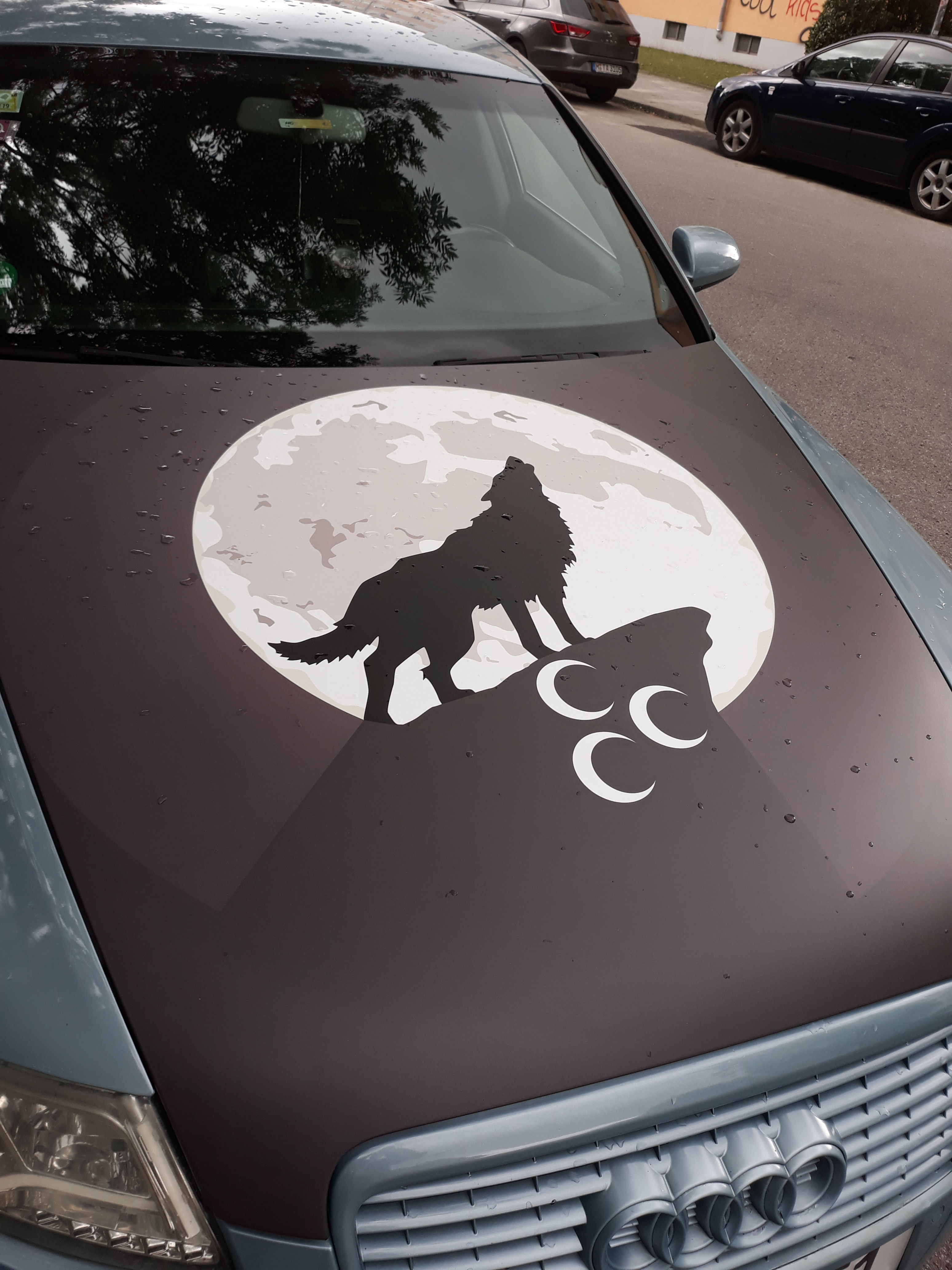
Die Symbole der Grauen Wölfe auf einem Auto in München, 2019

Der Wolfsgruß (türkisch Bozkurt işareti) ist ein panturkistisches Gruß- und Erkennungszeichen, das unter anderem von den Grauen Wölfen verwendet wird. Die Verwendung der Geste im politischen Kontext wurde in den 1990er Jahren von Alparslan Türkeş verbreitet, dem Gründer der rechtsextremen türkischen Partei der Nationalistischen Bewegung (MHP). Laut dem Verfassungsschutz Baden-Württemberg kursiert im Netz eine Überlieferung, in der Türkeş die Bedeutung der Geste erläutert: der kleine Finger symbolisiere die Türken, der Zeigefinger den Islam, der entstehende Ring stehe für die Welt und der Punkt, an dem die restlichen Finger aufeinander treffen, sei der türkisch-islamische Stempel, den die Türken der Welt aufdrücken würden.
Das Zeigen des Wolfsgrußes ist in Deutschland nicht strafbar, in Österreich ist es seit 2019 nach § 2 des Symbole-Gesetzes verboten. Er gilt in Österreich als „Zeichen der rechtsextremen türkisch-nationalistischen und somit demokratie-kritischen Einstellung“.
Die Drei Halbmonde (türkisch Üç Hilal) symbolisieren die drei Kontinente Asien, Afrika und Europa, in denen sich der Islam bzw. das Osmanische Reich verbreitet hat. Weiß auf rotem Grund bilden sie das Parteilogo der MHP.

## Schwur der Idealisten
In den meisten „Idealistenvereinen“ (Ülkü Ocakları) wird ein Eid gehalten, der „Schwur der Idealisten“ (Ülkücü yemini). Der Schwur weist patriotische Komponenten mit religiösen Elementen auf und ist eine Art Fahneneid und Treueschwur, der bei gleichzeitiger Präsentation der Nationalflagge geleistet wird. Der komplette Schwur lautet:

„Bei Allah, dem Koran, dem Vaterland, der Fahne wird geschworen.
Meine Märtyrer, meine Frontkämpfer [Veteranen] sollen sicher sein.
Wir, die idealistische türkische Jugend, werden unseren Kampf
gegen Kommunismus, Kapitalismus, Faschismus
und jegliche Art von Imperialismus fortführen.
Unser Kampf geht bis zum letzten Mann, bis zum letzten Atemzug,
bis zum letzten Tropfen Blut.
Unser Kampf geht weiter, bis die nationalistische Türkei, bis Turan erreicht ist.
Wir, die idealistische türkische Jugend,
werden nicht zurückschrecken, nicht wanken [zusammenbrechen],
(sondern wir werden unsere Ziele) erreichen, erreichen, erreichen [bestehen bzw. Erfolg haben].
Möge Allah die Türken schützen und erhöhen.
Amen.“

In diesem Eid, in dem vor allem eine ungebrochene Kampfbereitschaft zum Ausdruck kommt, wird mit knappen Formulierungen die Bekämpfung einer Reihe gegnerischer, politischer oder wirtschaftlicher „Systeme“ angestrebt. Dies ohne darauf einzugehen, dass die im Eid genannten Feindbild-Elemente „Faschismus“ (antidemokratische, antiliberale und antikommunistische Haltung) und „Imperialismus“ (expansive Bestrebung nach Vereinigung aller Turkvölker) Bestandteile der eigenen Ideologie darstellen.
Im Gegensatz dazu ist die Formulierung „Idealistische Jugend“ positiv konnotiert. Besonders bei (vor allem männlichen) türkischen Jugendlichen, deren Sozialisierung in der Gesellschaft nicht gelingt, besteht die Gefahr, dass ihre Mitgliedschaft in einem „Idealistenverein“ die sozialen Defizite weiter verstärkt.
Der „Schwur der Idealisten“ legt die Schlussfolgerung nahe, dass aus der Sicht der „Idealisten“ die Bekämpfung der angeführten Feindbilder auch außerhalb der Türkei zu erfolgen habe. Die „Idealisten“ sind in der Bekämpfung ihrer „Feinde“ gleichermaßen konsequent wie auch oft skrupellos; zu diesen Feinden zählen vor allem die ethnisch nicht-türkischen Bevölkerungsgruppen der Türkei, die sich nach Ansicht der Grauen Wölfe nicht zur türkischen Nation bekennen oder gar dieser schaden wollen.

## Aktivitäten

### Gewalttaten

Logo der MHP

In den 1960er Jahren konzentrierte sich die Bewegung unter der Führung von Alparslan Türkeş darauf, die Jugend für die sogenannte „panturanistische Ideologie“ zu gewinnen. Es wurden die ersten Kommandolager gegründet, in denen Jugendliche eine militärische und politische Ausbildung erhielten.
In Kommandolagern bildete die Partei Schätzungen zufolge bis zu 100.000 Kommandoangehörige aus. Diese Kommandos erhielten den Namen Bozkurtçular („Graue Wölfe“). Ab 1968 begannen die Grauen Wölfe mit Gewaltaktionen gegen die erstarkende türkische Linke. Die „Kommandos“ hatten Ende der 1970er Jahre die meisten politischen Morde zu verantworten.
Nach Angaben der türkischen Behörden begingen die Grauen Wölfe allein zwischen 1974 und 1980 insgesamt 694 Morde.
Auch der Pogrom von Kahramanmaraş 1978 und der Pogrom von Çorum 1980, bei denen hunderte türkische Aleviten ums Leben kamen, wurde von den Grauen Wölfen durchgeführt.
Sie führten außerdem zusammen mit dem türkischen Geheimdienst den Bombenanschlag auf das Alfortville-Völkermordmahnmal 1984 durch.
Mehmet Ali Ağca, der 1981 das Attentat auf Papst Johannes Paul II. beging, war Mitglied der Grauen Wölfe. Ağca ermordete auch Abdi İpekçi, den Chefredakteur der Zeitung Milliyet, der sich für Frieden mit Griechenland einsetzte. Ein weiteres Mitglied soll 1984 ein Attentat auf den Frauenladen TIO in Berlin-Kreuzberg ausgeführt haben, bei dem die türkisch-kurdische Jurastudentin Seyran Ateş lebensgefährlich verletzt wurde.
Die chinesische Regierung verbindet des Weiteren die Grauen Wölfe sowie die türkische Regierung mit den Rebellengruppen und terroristischen Vereinigungen der Uiguren in Xinjiang, die ein islamisches „Ost-Turkestan“ errichten wollen und wirft ihnen Geschichtsfälschung, Propaganda und Lügen vor.
Der Bombenanschlag in Bangkok 2015 mit 20 Toten und 125 Verletzten wurde von Adem Karadag, einem Mitglied der Grauen Wölfe, begangen.
Im März 2024 versammelte sich ein Mob aus mehreren Hundert türkischen Nationalisten in Belgien und griff unter „Allahu Akbar“-Rufen kurdische Familien in den Gemeinden Houthalen-Helchteren und Heusden-Zolder an. Die Angreifer, die sich durch das Zeigen des Wolfsgrußes als Anhänger der Ülkücü-Bewegung zu erkennen gaben, belagerten anschließend ein Wohnhaus, in das sich mehr als 40 Kurden geflüchtet hatten. Ein Großaufgebot der belgischen Polizei konnte im letzten Moment verhindern, dass das Haus vom Mob in Brand gesteckt wurde.

### Politische Betätigung

#### In der Türkei
Im Jahr 1969 wurde von Alparslan Türkeş die MHP gegründet. Symbol der Partei ist eine Fahne mit drei Halbmonden, die der Fahne der Okkupationstruppen der osmanischen Besatzungsarmee entnommen sind.
Im Jahr 1975 wurde die MHP zum Bündnispartner der konservativen Gerechtigkeitspartei (Adalet Partisi), die bis 1960 Demokratische Partei (Demokrat Parti) hieß, unter dem damaligen Ministerpräsidenten und späteren Staatspräsidenten Süleyman Demirel und damit Regierungspartei. Alparslan Türkeş wurde stellvertretender Ministerpräsident und hatte hierdurch staatliche Rückendeckung für Aktionen der Grauen Wölfe gegen die linke Opposition.
In den 1970er und 1980er Jahren haben die Grauen Wölfe als paramilitärischer Arm der MHP die Militäroffensive der türkischen Regierung gegen die kurdische PKK unterstützt. 1980 wurde die MHP, wie alle anderen Parteien, nach dem damaligen Militärputsch verboten. Der Vorsitzende wurde mit einem später aufgehobenen Politikverbot belegt. Dennoch machten viele Anhänger der Grauen Wölfe im Laufe der 1980er Jahre Karriere beim Militär und anderen staatlichen Einrichtungen. Ende der 1980er wurde das Verbot der MHP offiziell wieder aufgehoben. Im Laufe der späten 1980er und 1990er Jahre wandelte die Partei sich. Sie ist heute überwiegend religiös orientiert und nationalistisch einzustufen.
Laut Aussagen eines Migrationsforschers im Sommer 2016 wurde bekannt, dass sich die Grauen Wölfe mit den Anhängern der islamisch-konservativen Regierungspartei AKP solidarisierten, obwohl sie früher mit diesen verfeindet waren. Sie sähen in diesem Bündnis eine „Perspektive“.
Die AKP ist für die Parlamentswahlen 2018 eine Allianz mit der MHP, einer vom Gründer der Grauen Wölfe, Alparslan Türkes, gegründeten Partei eingegangen. Die CHP ist für die Wahlen eine Allianz mit der Iyi Partei eingegangen, die von der ehemaligen MHP-Politikerin Meral Akşener geführt wird.

#### In Österreich
Einen offiziellen Verein oder eine Organisation namens Graue Wölfe gibt es in Österreich nicht. Mit dem Begriff wird in Österreich das Milieu im Umfeld der rechtsextremen türkischen Partei der Nationalistischen Bewegung (MHP) bezeichnet. Als Dachorganisation von mit den Grauen Wölfen assoziierten Vereinen und Gruppierungen agiert in Österreich die „Türkische Föderation in Österreich“/„Avusturya Türk Federasyon“ (ATF), die Kultur- und Sportvereine betreibt und den Auslandsarm der MHP in Österreich darstellt. 2021 berichtete Der Standard von den „Wolfsgruß“ zeigenden Aktivisten auf einer pro-palästinensischen Demonstration in Wien.
In Linz kam es 2014 und 2015 zu Kritik am dortigen Bürgermeister Klaus Luger, da dieser Kontakte zum den Grauen Wölfen zuzurechnenden Verein Avrasya unterhielt. Diese Kontakte wurden auch nicht beendet, als der Verein Avrasya in sozialen Netzwerken Drohungen gegen Kurden verbreitete. 2016 wurde der Verein aus dem Linzer Integrationsbeirat ausgeschlossen, nachdem ein Funktionär in der KZ-Gedenkstätte Mauthausen faschistische Gesten gezeigt hatte.
Seit 1. März 2019 sind in Österreich sowohl Zeichen der Grauen Wölfe als auch der Wolfsgruß verboten. Das türkische Außenministerium protestierte gegen das Verbot und fand es insbesondere skandalös, dass die Grauen Wölfe in einer Liste mit der PKK genannt werden.
Während Wien das Hauptaktionsgebiet der Grauen Wölfe in Österreich darstellt, werden auch, besonders aus den nördlichen und westlichen Bundesländern Österreichs Vorfälle gemeldet, die mit den Grauen Wölfen in Verbindung zu stehen scheinen. So brachte etwa 2020 der Salzburger Landtagsabgeordnete Simon Heilig-Hofbauer wegen der Grauen Wölfe eine Sachverhaltsdarstellung bei der Salzburger Polizei ein. Ihm zufolge hatte ein in Salzburg ansässiger türkischer Verein regelmäßig gegen das Symbole-Gesetz verstoßen – etwa indem dort Bilder des in Österreich verbotenen Wolfsgrußes gepostet wurden. Der Verein dementierte die Vorwürfe. In einem anderen Fall geriet ein türkischer Kulturverein in Kufstein, Tirol ins Zentrum der öffentlichen Aufmerksamkeit, dem vorgeworfen wurde, mit den Grauen Wölfen zumindest zu sympathisieren.
Als Ozan Cehyun 2020 zum Botschafter der Türkei in Wien ernannt wurde, kritisierten das Teile der Ülkücü-Bewegung sowie Abgeordnete der MHP in der Türkei, weil sie ihm vorwerfen, 1977 den Ülkücü-Anhänger Mustafa Erol getötet zu haben, wovon Ceyhun aber in Abwesenheit bereits im Jahr 2000 von einem türkischen Gericht freigesprochen worden war. Nachdem sich die Wogen diesbezüglich geglättet hatten, besuchte Ceyhun im Februar 2021 die Zentrale des österreichischen Dachverbands der MHP-nahen Strukturen.
Im Herbst 2023 verschärfte das österreichische Parlament jenes Gesetz, das u. a. die Nutzung der Symbole der Grauen Wölfe in Österreich unter Strafe stellt und erhöhte den Strafrahmen bei Wiederholungstaten von 10.000 auf 20.000 Euro.

#### In Deutschland
Auch in Deutschland sind die Grauen Wölfe in Parteien mit dem Ziel aktiv, die deutsche Politik im eigenen Sinn zu beeinflussen. Sie ist dezentral über Ortsvereine strukturiert; so waren die Grauen Wölfe in der Bundesrepublik im Jahr 2020 in drei Dachorganisationen zusammengeschlossen, denen bundesweit rund 303 Vereine mit mehr als 18.500 Mitgliedern angehörten. Damit gilt sie als eine der größten rechtsextremen Organisationen in Deutschland. Stand 2025 sollen die Grauen Wölfe in Deutschland über rund 12.900 Anhänger in 240 Ortsvereinen verfügen. Nicht selten weisen sich die Ortsvereine als „Kulturvereine“ (mitunter „Deutsch-Türkische Kulturvereine“) aus. In Kinderschulen und bei Veranstaltungen türkischstämmiger Familien sucht die Bewegung ihren Einfluss und ihre türkisch-nationalistische Ideologie auszuweiten. Daneben fördert sie gewisse türkisch geprägte Sportvereine.
Die älteste in Deutschland aktive Organisation ist die Föderation der Türkisch-Demokratischen Idealistenvereine in Deutschland (ADÜTDF) bzw. Türkische Föderation (Türk Federasyon), die als Gründungsmitglied der Türkischen Konföderation in Europa (Avrupa Türk Konfederasyon [!]) angehört. Weiterhin werden Mitglieder des Verbandes der türkischen Kulturvereine in Europa (ATB) und der Union der türkisch-islamischen Kulturvereine in Europa (ATIB) der Bewegung zugerechnet. Auch unorganisierte Nationalisten begreifen sich teilweise als „Idealisten“. Die Jugendorganisation der Grauen Wölfe ist die „Idealisten-Jugend“ (Ülkücü Gençlik).

##### Geschichte der Grauen Wölfe in Deutschland
Im Jahr 2011 kam es im Essener Integrationsrat zum Eklat, als die Allianz der Essener Türken sich gegen eine Resolution zu den Grauen Wölfen positionierte. Der grüne Ratsherr Burak Çopur zeigte sich fassungslos, dass auch der Vorsitzende des Integrationsrates und sein Stellvertreter dagegen stimmten. „Das Abstimmungsverhalten zeigt, dass der Integrationsrat unterwandert ist, er ist ein Hort der Grauen Wölfe.“
Die Sozialverwaltung der Stadt Köln sagte nach einigen Diskussionen zu, eine Studie über den Einfluss rechtsextremer Gruppen wie der Grauen Wölfe auf türkeistämmige Jugendliche durchzuführen. Zunächst wollte sich der Vorsitzende des Integrationsrates in Köln, Tayfun Keltek (SPD), nicht für die Studie aussprechen.
Zafer Toprak ist 2001 in die CDU eingetreten und saß für die CDU in Hamm im Integrationsrat. Als die CDU erfuhr, dass er ein aktiver Grauer Wolf ist, wurde er 2015 aus der CDU ausgeschlossen.
Zwischen dem 25. Juli 2014 und dem 26. April 2015 organisierte die Almanya Demokratik Ülkücü Türk Dernekleri Federasyonu (ADÜTÜF) 29 und die Avrupa Türk Konfederasyon (ATK) 2 Wahlkampfveranstaltungen zugunsten der MHP, der Partei der türkischen Ultranationalisten, die den Grauen Wölfen nahesteht.
Obwohl die „Föderation der Türkisch-Demokratischen Idealistenvereine in Deutschland e. V.“ (ADÜTF) öffentlich gesetzeskonformes Verhalten demonstriere, hält das Bundesamt für Verfassungsschutz sie als Verbreiter rechtsextremen Gedankenguts schon wegen ihrer hohen Mitgliederzahl für gefährlich, da ihr Weltbild gegen Grundsätze des Grundgesetzes verstoße und in sozialen Netzwerken Gewaltaufrufe insbesondere gegen Kurden verbreitet werden.
Auch über die verbandlich organisierte Ülkücü-Bewegung hinaus findet ihre Ideologie Anhänger unter Türkischstämmigen, wobei – neben Kurden und Juden – auch Deutschland in den Fokus der Stimmungsmache gerückt werde.
„Die antisemitischen Stereotypen der türkischen Rechtsextremisten reichen von traditionellen Verschwörungstheorien – mit Juden als „finsteren Strippenziehern“ eines internationalen Imperialismus – bis hin zu einer religiös-islamisch begründeten Ablehnung der Juden als Un- beziehungsweise Falschgläubige,“ heißt es weiter. Unter der nicht dachverbandlich organisierten Ülkücü-Bewegung seien unter anderem bei Turan e. V. „eindeutige Bekenntnisse zum türkischen Rechtsextremismus zu finden“.
Im November 2020 forderte der Deutsche Bundestag in einem gemeinsamen Antrag von Union, SPD, FDP und Grünen die Bundesregierung auf, ein Verbot von Vereinen der Grauen Wölfe zu prüfen und ihnen „mit Mitteln unseres Rechtsstaats entschlossen entgegenzuwirken“.
Mit Köksal Kuş, übernahm im Januar 2021 ein Aktivist der Grauen Wölfe den Vorsitz der Union Internationaler Demokraten (abgekürzt UID), einer in ganz Europa und insbesondere in Deutschland aktiven Lobby-Organisation der türkischen Regierungspartei AKP.
Im Januar 2022 enthüllte Der Spiegel, dass einige Funktionäre der DİTİB Sympathisanten der Grauen Wölfe sind.
Der türkische Fußball-Nationalspieler Merih Demiral wurde wegen Zeigen des Wolfsgrußes bei der Fußball-Europameisterschaft in Deutschland im Juli 2024 von der UEFA für zwei Spiele gesperrt.

#### In der Schweiz
Laut einem Bericht aus dem Jahr 2007 zählte das Schweizerische Bundesamt für Polizei rund zehn Vereine der Grauen Wölfe in der Schweiz. Davon sind alleine im Kanton St. Gallen drei dieser Vereine ansässig. Einer in der Stadt St. Gallen, einer in Wil (SG) und der dritte in Heerbrugg. Deshalb reichte damals der St. Galler Kantonsrat Lukas Reimann bei der Regierung die Anfrage ein, wie die Bevölkerung geschützt werden könnte. Das St. Galler Justiz- und Polizeidepartement gab daraufhin bekannt, dass man der Sache nachgehe. Es bestehe allerdings kein akuter Handlungsbedarf.
Die Grauen Wölfe waren im Juni 2018 bei der Beaufsichtigung der Stimmabgabe zu den türkischen Präsidenten- und Parlamentswahlen in den Wahllokalen beteiligt. Sie brachten die Wahlurnen auch aufs Rollfeld auf dem Flughafen Bern-Belp.
Im Jahr 2021 wurde von Monika Rüegger eine Interpellation für ein Verbot der Grauen Wölfe eingereicht. Ein Jahr zuvor, am 30. November 2020, wurde vom Nationalrat Denis de la Reussille
ebenfalls schon eine Interpellation für ein Verbot eingereicht. Es kam trotz dieser Interpellation zu keinem Verbot in der Schweiz.

#### In Frankreich
In Frankreich fallen die Grauen Wölfe besonders durch ihre aggressive Haltung und Angriffe mit Eisenstangen und Messern gegen Franzosen armenischer Herkunft auf, die nach dem Völkermord besonders in Frankreich Zuflucht gefunden hatten. Die französische Staatsführung beschloss im November 2020 das Verbot der Grauen Wölfe.

### Verbindungen zu Geheimdiensten
Während des Kalten Krieges sollen die Grauen Wölfe Gelder und Waffen von der US-amerikanischen CIA erhalten haben. Ziel der USA war es, rechte Kräfte gegenüber Marxisten und Kommunisten zu stärken. Im Sinne der CIA sollten die Grauen Wölfe bei einem sowjetischen Angriff hinter den feindlichen Linien agieren (Stay-behind-Organisation). Diese nutzten die Unterstützung der CIA aber direkt zur Ermordung innenpolitischer Gegner. Bei der Verfolgung von Kurden und Linken arbeiten die Grauen Wölfe auch eng mit dem türkischen Geheimdienst und Paten der türkischen Mafia zusammen.

### Kriminelle Aktivitäten
Die Grauen Wölfe sollen in den internationalen Drogenhandel verstrickt sein. Der mit den Nationalisten verbündete Polizeidirektor und spätere Politiker Mehmet Ağar soll 1995 mit dem in den Niederlanden agierenden Drogenhändler Hüseyin Baybaşin einen Deal gemacht haben; einen Anteil der Grauen Wölfe am Drogenhandel im Gegenzug für Auftragsmorde an PKK-Sympathisanten durch die Mafia.

## Kritische Betrachtung
Die sich selbst als „türkische Idealisten“ ansehende Gruppierung steht in Europa unter Beobachtung. Der Verfassungsschutz des Landes Nordrhein-Westfalen wirft ihr vor, „zur Entstehung einer Parallelgesellschaft in Europa“ beizutragen, und sieht in ihr „ein Hindernis für die Integration der türkischstämmigen Bevölkerung“.
Im Juni 2009 trat Ali H. Yıldız, Vorstandsmitglied des Deutsch-Türkischen Forums (DTF), einer Unterorganisation der CDU, von seinem Amt zurück, weil sich das DTF nicht klar genug von den Grauen Wölfen distanziere. Er erklärte: „Es kann nicht sein, dass wir uns auf der einen Seite gegen Pro Köln zusammenschließen und auf der anderen Seite die türkische NPD über die CDU Köln hofieren.“ Eine weitere Zusammenarbeit mit Sympathisanten der türkischen Rechtsextremen sei mit seinem Gewissen nicht zu vereinbaren. Sein Kölner Parteifreund Kubilay Demirkaya beschrieb die Grauen Wölfe als: „Antisemiten, rassistisch, rechtsradikal, nationalistisch, haben diverse Feindbilder, zu denen gehören Juden, Amerikaner, Europäer, Kurden, Israel. Also es ist schon eine gefährliche Mischung, die sich in Deutschland breitmacht.“
Eine Studie der CDU-nahen Konrad-Adenauer-Stiftung empfahl 2006 CDU-Politikern, „aus politstrategischen Gesichtspunkten“ im Einzelfall abzuwägen, „inwieweit eine zielgerichtete Zusammenarbeit“ mit den Grauen Wölfen möglich sei. Allerdings fordern Stimmen im Deutsch-Türkischen Forum regelmäßig, dass Graue Wölfe in einer demokratischen Partei nichts zu suchen haben und ausgeschlossen werden sollten.
In einer Antwort zu einer Kleinen Anfrage in Bezug zu den Grauen Wölfen der Fraktion Die Linke schrieb die Bundesregierung 2015:

„Der Ideologie der Ülkücü-Bewegung liegt eine Überhöhung der türkischen Ethnie, Sprache, Kultur und Nation zugrunde. Besonders ethnische Minderheiten in der Türkei werden als spaltende Kraft der Einheit der Türkei gesehen und deshalb abgelehnt. Die Ideologie der Ülkücü ist wesentlich von Feindbildern und Verschwörungstheorien geprägt. Das Spektrum der ‚inneren‘ und ‚äußeren‘ Feinde reicht dabei von den Kurden, Griechen und Armeniern bis zu den Juden, von den Europäern über die Chinesen bis zu den USA und dem Vatikan. Je nach aktueller politischer Lage wird ein Feindbild besonders in den Fokus genommen. Diese Überhöhung der eigenen Ethnie bei gleichzeitiger Herabsetzung anderer Ethnien widerspricht der freiheitlichen demokratischen Grundordnung der Bundesrepublik Deutschland.“

Im Mai 2021 verabschiedete das Europäische Parlament eine Resolution, in der die EU und ihre Mitgliedstaaten aufgefordert wurden, die Möglichkeit auszuloten, die Grauen Wölfe auf die EU-Terroristenliste zu setzen. Zudem wurde in der Resolution gefordert, die Vereinigungen und Organisationen der Ülkücü-Bewegung in den EU-Ländern zu verbieten, die Aktivitäten der Grauen Wölfe genau zu überwachen und gegen ihren Einfluss anzukämpfen, der vor allem für Menschen von kurdischer, armenischer oder griechischer Herkunft eine Bedrohung darstelle.

## Prominente Angehörige und nahestehende Personen
- Ozan Arif (1949–2019), Musiker und Poet
- Nihal Atsız (1905–1975), Autor und Vordenker der Ülkücü-Bewegung
- Abdullah Çatlı (1956–1996), Angehöriger einer paramilitärischen Organisation der Grauen Wölfe
- Alparslan Türkeş (1917–1997), Gründer und Parteiführer der MHP bis 1997
- Devlet Bahçeli (* 1948), seit 1997 Parteiführer der MHP
- Muhsin Yazıcıoğlu (1954–2009), war Abgeordneter der MHP und Berater des Vorsitzenden Alparslan Türkeş
- Sedat Peker (* 1971), Krimineller, Extremist und Panturkist
- Meral Akşener (* 1956), Innenministerin von 1996 bis 1997, Führerin der Iyi Partei[65][66]
- Haluk Kırcı (* 1958), Mörder, Schriftsteller[67]
- Alaattin Çakıcı (* 1953), Mafiaboss[68][69]
- Cemal Çetin, Präsident der Avrupa Türk Konfederasyon und Abgeordneter des türkischen Parlaments für die MHP[70]
- Mesut Özil (* 1988), in Deutschland geborener Fußballspieler, bis 2018 Mitglied der deutschen Fußballnationalmannschaft[71]

## Sonstiges
Der Regisseur Chris Nahon hat in seinem Thriller Das Imperium der Wölfe (2005), nach dem Roman von Jean-Christophe Grangé, die Herrschaftsstrukturen der Grauen Wölfe in Paris und der Türkei frei dargestellt.

## Videos
- Bundeszentrale für politische Bildung: Webtalk: Die Grauen Wölfe – türkischer Ultranationalismus in Deutschland, 28. Juli 2017, 1 Stunde 42:27 Minuten Video
- Im Visier der Grauen Wölfe – Wie türkische Rechtsextremisten die deutsche Gesellschaft unterwandern in der ARD-Mediathek. Video (44 Min.), abrufbar bis 5. August 2027 (Die Story im Ersten), 5. August 2025